# STS-61-C
STS-61-Cは、アメリカ航空宇宙局(NASA)のスペースシャトル計画の24回目のミッションであり、コロンビアの7回目となる、STS-9以来の飛行である。1986年1月12日にフロリダ州のケネディ宇宙センターから打ち上げられ、6日後の1月18日に着陸した。7人の乗組員の中には、2人目のアフリカ系アメリカ人宇宙飛行士であり、後のNASA長官となるチャールズ・ボールデンや、初のコスタリカ出身の宇宙飛行士であるフランクリン・チャン＝ディアス、宇宙を訪れた2人目の現職政治家となったビル・ネルソンがいた。着陸の10日後に起こったチャレンジャー号爆発事故の前の最後のミッションとなった。

## 乗組員
- 船長 - ロバート・ギブソン（英語版） (2)
- 操縦手 - チャールズ・ボールデン (1)
- ミッションスペシャリスト1 - ジョージ・ネルソン (2)
- ミッションスペシャリスト2 - スティーヴン・ホーリー（英語版） (2)
- ミッションスペシャリスト3 - フランクリン・チャン＝ディアス (1)
- ペイロードスペシャリスト1 - ビル・ネルソン (1)
- ペイロードスペシャリスト2 - ロバート・センカー（英語版）(1)

## ミッションの背景
STS-61-Cは、1983年11月のSTS-9の後、ロックウェル・インターナショナルで18ヵ月に及ぶ大規模な改修を受けた後、初めてのコロンビアの飛行となった。この改修の主なものは、大気圏再突入時の、シャトルの左翼及び胴体の一部の加熱を観測するための赤外線カメラであるSILTS(Shuttle Infrared Leeside Temperature Sensing)ポッドをコロンビアのスタビライザーの上に追加設置することであった。このカメラは、STS-61-Cの後のもう1つのミッションでも使われたが、ポッドは、コロンビアが運用を終了するまで機体の上に残ったままであった。
打上げは、当初1985年12月18日に予定されていたが、オービタの船尾の区画の完了が遅れ、翌日に延期された。しかし、12月19日には、右の固体ロケットブースターの油圧装置の不具合のため、打上げ14秒前にカウントダウンが停止した。
1986年1月6日に行われた打上げの試みは、液体酸素システムのバルブの問題により、打上げ31秒前に中断した。同日に行われた2度目の試みでは20分前からやり直されたが、9分前に中断され、打上げウィンドウの関係から延期された。1月7日にも打上げが試みられたが、悪天候のため延期された。1月9日の打上げは、メインエンジンのプレバルブの不調で延期され、1月10日は打上げ場付近が大雨であったため、再び延期された。

## ミッションの概要

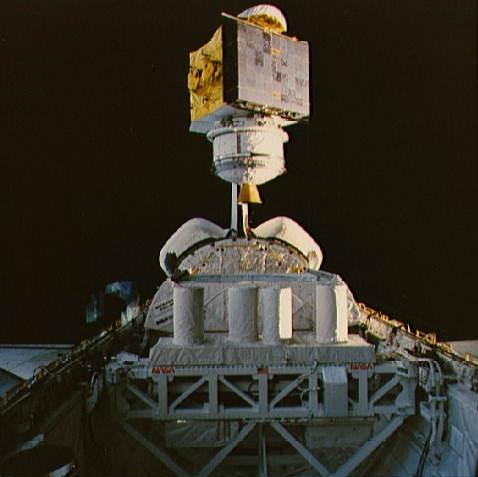
Satcom K1 衛星の放出

コロンビアは、1986年1月12日午前6時55分(EST)にケネディ宇宙センターから打ち上げられた。打上げにおいて、重大な異常は起こらなかったと報告されている。
このミッションの主目的は、RCAの所有、運営する2機目の衛星となるSatcom K1通信衛星の放出であり、成功した。また、材料の処理や種子の発芽、化学反応、卵の孵化等に対する微小重力の影響や天文学、大気物理学の調査や、Ellery KurtzとHoward Wishnowにより企画された、宇宙環境が画材や油絵に与える影響を測定する実験等を行うための13個のGetaway Special(GAS)のキャニスターが積まれた。さらに、音波による液体の泡の懸濁、金属サンプルの溶融や再固化等の実験を行うMaterials Science Laboratory-2も積んでいた。ペイロードベイには、Hitchiker G-1(HHG-1)というもう1つの小さな実験キャリアが置かれ、3つの実験が行われた。キャビンでも4つの実験が行われ、そのうち3つはShuttle Student Involvement Programの実験であった。
さらに、船尾のフライトデッキの窓からハレー彗星を撮影するための35mmカメラ等から構成されるComet Halley Active Monitoring Program(CHAMP)実験の機器が運ばれた。この実験は、バッテリーの問題のためにうまくいかなかった。
STS-61-Cは、地球への帰還の際に問題が発生した。当初は1月17日に着陸する予定であったが、STS-61-Cの遅れが次のSTS-51-Lの打上げの遅れに繋がるため、1日繰り上げられることとなった。しかし、1月16日の着陸の試みは、エドワーズ空軍基地の悪天候のため、中止され、その翌日の悪天候が続き、着陸はさらに延期された。エドワーズ空軍基地からケネディ宇宙センターへの回送の時間を節約するため、1月18日にケネディ宇宙センターに着陸することとなり、飛行はさらに1日伸びることとなったが、ケネディ宇宙センターの悪天候により、さらに着陸は延期することとなった。
コロンビアは最終的に、1月18日午前5時59分(PST)にエドワーズ空軍基地に着陸した。このミッションの期間は、合計で6日間と2時間3分51秒であった。STS-61-Cは、コロンビアの帰還からわずか10日後の1986年1月28日に発生したチャレンジャー号爆発事故の前に成功した最後のスペースシャトルのミッションとなった。

## 起床コール
NASAは、ジェミニ計画の際に、宇宙飛行士のために音楽をかけることを始め、アポロ15号の時に初めて起床のために音楽を使った。それぞれの曲は、しばしば宇宙飛行士の家族が特別に選んだもので、乗組員に個人的な特別な意味のあるものや日々の活動に適したものである。
| 日    | 曲                   | 歌手/作曲家                |
| ----- | -------------------- | -------------------------- |
| 2日目 | 『自由の鐘』         | ジョン・フィリップ・スーザ |
| 3日目 | "Heart of Gold"      | ニール・ヤング             |
| 4日目 | 『星条旗よ永遠なれ』 | ジョン・フィリップ・スーザ |

## ジョーク写真

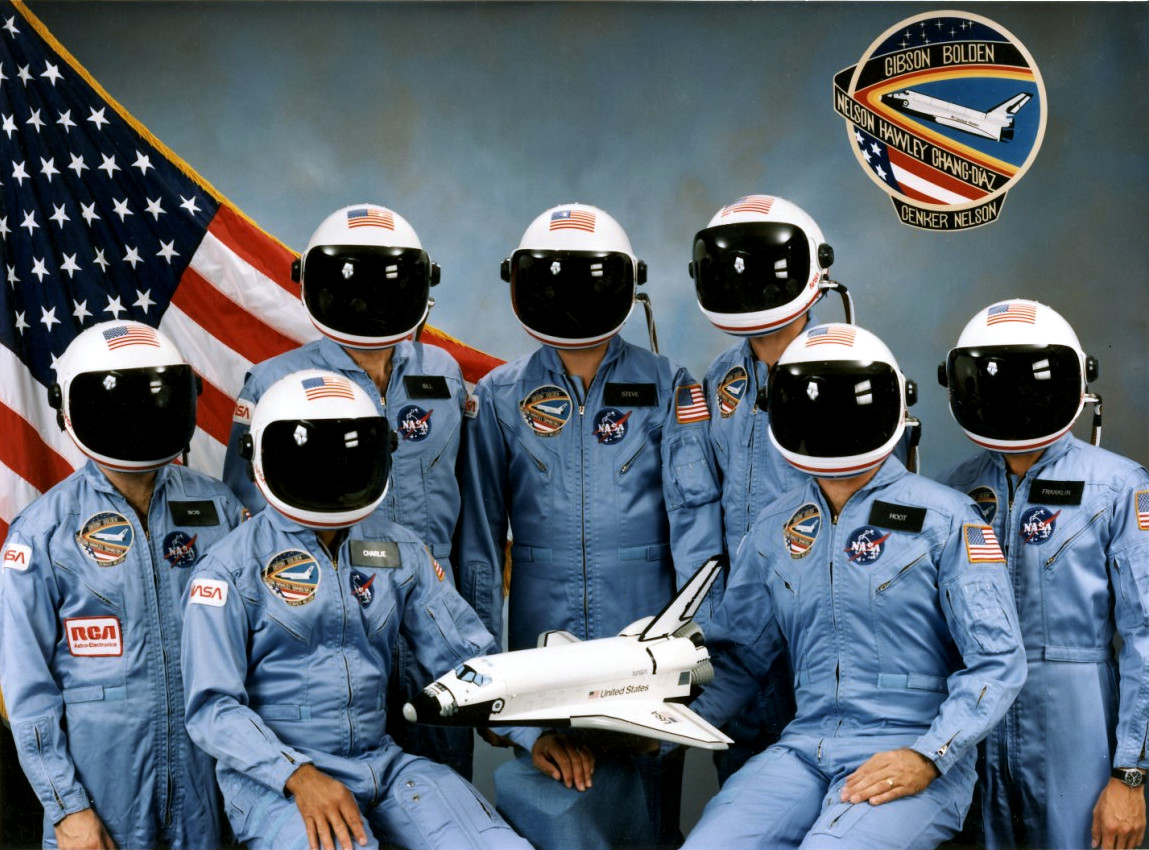
STS-61-Cの乗組員のジョーク写真

このミッションの乗組員の公式写真を撮影する際、NASAの写真家は、STS-61-Cの乗組員が頭と顔をヘルメットで完全に隠したジョーク写真を撮影した。